# 帝国国防史論
『帝国国防史論』（ていこくこくぼうしろん）とは、大日本帝国海軍の軍人である佐藤鉄太郎によって1910年（明治43年）に出版された国防学の著作である。

## 概要
本書は佐藤が海軍大学校で海防史論を教育していた講義案に基づいて加筆修正し著作したものであり、彼の戦略思想を示す代表的な作品でもある。日露戦争以前に執筆された『帝国国防論』と国防政策に関する立場は大きく変化していないが、当時この著作が発表された時には政治家や知識人を巻き込んで日本の安全保障戦略を巡って陸軍を中心とする国防思想と対立する事態に発展した。
この著作で（当時の）大日本帝国が、維持・増強するべき軍事力の程度や性質を、戦史研究に基づきながら論考を進め、軍事力を増強することはまず日本自らの国力を高めることであり、ひいては国家の在り方を維持する意義がある。なぜならば生存するためには必然的に生存競争を勝ち抜かねばならず、日本もまた優勝劣敗の法則の下に置かれているためである。佐藤は特に万世不易の国体、つまり天皇の存在に言及しながら国家としての日本の運命を強調している。そして国家としての独立を維持し、進歩を継続するためには軍事力を以って敵を屈服させなければならない。国防の義務は国家の安寧と幸福を保全し、通商を保護・拡張しており、国難に際しては敵軍が国内に入らないように防ぐことだと主張している。このような原則に基づいて他国を侵略したり、兵器に訴えて国益の増進を図ってはならず、国体を擁護し、他国の警戒を避けて平和を維持する。一方、国家の財源を保護して経済的な繁栄が促進されることにより、千世の偉業を期することが軍備の目的であるべきと断言している。
軍事力の程度については佐藤は経済力や人口との関係性から考察しており、国家の生存に必要な程度の軍事力に全ての国力を投下することは誤りであると考える。国防のために軍事力を拡大することで被る経済的弊害によって国家が衰退してはならない。また戦争により国民に及ぶ人的損害については家計や産業の労働力となる成人男性が失われる危険性がある。さらに予備役が動員される陸上作戦ではその戦闘の性質から、その人的損害は海上戦闘よりも大規模となる傾向がある。また軍事力の程度と密接に関係する地理的環境については、ロシアに対抗するためには朝鮮を緩衝地帯としながら陸軍力ではなく海軍力によって国防を遂行する優位性を論じており、したがって佐藤は日本は海洋的発展に国力を集中すべきと提言している。そして当時の攻勢の原則を誤解しながら朝鮮半島と満州地方に兵力を展開することを主張する論者に対して批判している。以上の観点から、佐藤は1907年（明治40年）の『帝国国防方針』で標榜された開国進取及び対外攻勢的な戦略論はむしろ軍備の真の目的に反すると指摘する。